# Schloss Amelunxen

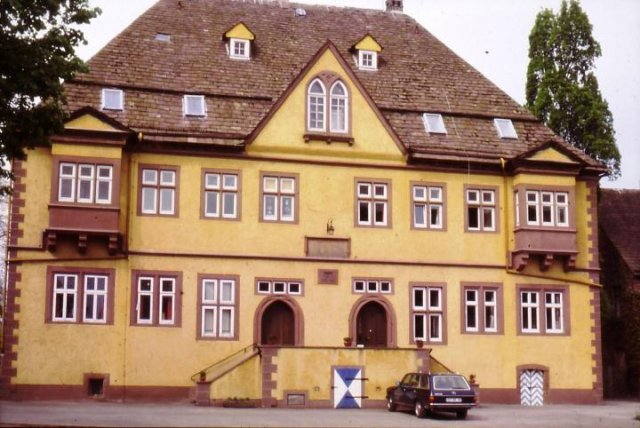
Amelunxer Schloss

Das Herrenhaus Schloss Amelunxen ist ein denkmalgeschütztes Profangebäude in Amelunxen, einer Ortschaft der Stadt Beverungen im Kreis Höxter (Nordrhein-Westfalen).

## Geschichte und Architektur
Der kleine Ort rund um Schloss Amelunxen wurde erstmals 811 in einer Urkunde von Karl dem Großen erwähnt. Das Vorhandensein eines Gutshofes in dieser Zeit gilt als gesichert. Die Herren von Amelunxen wurden 1147 erstmals erwähnt; sie waren Lehensmänner des Abtes von Corvey. Ein Rittersitz der Familie ist seit 1239 belegt, allerdings ist unklar, ob es sich hierbei um einen Vorgängerbau des Schlosses handelte. Während des Dreißigjährigen Krieges wurden sowohl das Schloss als auch der Ort mehrfach gebrandschatzt und geplündert. Die Anlage wurde 1718 an den Fürstbischof von Paderborn Freiherr Franz Arnold von Wolff-Metternich zur Gracht verkauft. Das Schloss befand sich seither im Besitz der Freiherren Wolff-Metternich, zusammen mit dem benachbarten Schloss Wehrden. Beide gehören heute deren Erben, Alexander und Andrea von Köckritz.
Der Steinbau mit übergiebelten Erkern, einem hohen Walmdach und einem spitzgiebligen Zwerchhaus wurde 1554 errichtet. Bauherren waren die Brüder Gerd und Ludolf von Amelunxen. Die Wohnungen sind spiegelbildlich angeordnet. In der Mitte des 19. Jahrhunderts wurde ein Giebel aufgebracht. In derselben Zeit wurde innen eines der beiden Treppenhäuser entfernt und der gemeinsame Saal im Obergeschoss wurde geteilt. Das Gebäude besitzt Portale mit Stabmaßwerk, zu denen eine doppelläufige Freitreppe mit breitem Podest führt. Über den Portalen sind die Wappen der Erbauer angebracht.
Vor dem Schloss liegt der Gutshof Amelunxen und hinter dem Schloss der Gutspark Amelunxen, ein historischer Landschaftspark.
Die Anlage ist Privatbesitz und nicht öffentlich zugänglich.

## Historischer Gutspark
Gepflegter kleiner Landschaftspark des 19. Jahrhunderts im Westen der Gutsanlage mit weiten Rasenflächen, Umgangsweg, sowie vereinzelten Solitärbäumen und Gehölzgruppen. Als Besonderheiten sind eine mächtige Blutbuche und eine Hängebuche vorhanden. In etwas versteckter nördlicher Randlage neuer Einbau eines runden Swimmingpools.
Über die Entstehungsgeschichte des Parks ist nichts bekannt.
Am westlichen Wirtschaftsweg der Nordzufahrt zum Gut ist eine bemerkenswerte Allee.